# Kocurany
Kocurany (allemand : Kotzur, hongrois : Kocurány) est un village de Slovaquie situé dans la région de Trenčín.

## Histoire
La première mention écrite du village date de 1113.

## Démographie

### Évolution de la population
| Année:               | 1994. | 2004.    | 2014.    | 2024.   |
| -------------------- | ----- | -------- | -------- | ------- |
| Nombre de personnes: | 333   | 402      | 512      | 528     |
| Différence:          |       | +20,72 % | +27,36 % | +3,12 % |

| Année:               | 2023. | 2024.   |
| -------------------- | ----- | ------- |
| Nombre de personnes: | 535   | 528     |
| Différence:          |       | -1,30 % |